# ADN (transporte por vía navegable)
ADN (Accord Européen Relatif au Transport International Des Marchandises Dangereuses Par Voies de Navigation Intérieures) es un acuerdo europeo sobre el transporte internacional de mercancías peligrosas por vías de navegación interior.
Fue presentado el 25 de mayo de 2000 y su propósito es:
1. Asegurar la seguridad del movimiento de carga peligrosa por vías de navegación inferiores.
2. Contribuir efectivamente a la proctección del medio ambiente, previniedo la contaminación de cualquier agente proveniente de accidentes o incidentes durante su transporte.
3. Facilitar la operación de transporte de químicos y promover sus rutas de cambio internacionales.

## Miembros
Sus miembros son:
- Alemania
- Austria
- Bulgaria
- Croacia
- Eslovaquia
- Francia
- Países Bajos
- Hungría
- Italia
- Luxemburgo
- República Checa
- República de Moldova
- Rusia